# Тјалинг Копманс
Тјалинг Чарлс Копманс (хол. Tjalling Charles Koopmans; 28. август 1910 — 26. фебруар 1985) био је холандско-амерички математичар и економиста. Добитник је Нобелове награде за економију 1975. године заједно са Леонидом Канторовичем „за допринос теорији оптималне алокације ресурса”. Копманс је показао да је на основу одређених критеријума ефикасности могуће направити значајне закључке у вези са оптималним системима цена.